# Saint-Marc-le-Blanc
Saint-Marc-le-Blanc (en bretó Sant-Mezar-Elvinieg) és un municipi francès, situat a la regió de Bretanya, al departament d'Ille i Vilaine. L'any 2006 tenia 1.185 habitants. Limita amb els municipis de Saint-Brice-en-Coglès, Baillé, Le Tiercent, Chauvigné i Tremblay.

## Demografia
| 1962                                       | 1968  | 1975  | 1982  | 1990  | 1999  |
| ------------------------------------------ | ----- | ----- | ----- | ----- | ----- |
| 1.186                                      | 1.163 | 1.098 | 1.114 | 1.108 | 1.086 |
| Des de 1962: població sense dobles comptes |       |       |       |       |       |

## Administració
| Període | Identitat     | Partit |
| ------- | ------------- | ------ |
| 2001-   | Alain Besnier |        |